# Modul (Zahnrad)

Zahnradpaar, Beispiel für ein Rad:
Modul 2 mm, 24 Zähne →
Teilkreisdurchmesser 48 mm,
Kopfkreisdurchmesser 52 mm,
Zahnteilung 6,28 mm.

Der Modul {\displaystyle m} (plural Moduln) oder die Durchmesserteilung ist der auf die Zahl der Zähne z bezogene Teilkreis-Durchmesser d eines Zahnrades: 
{\displaystyle m={\frac {d}{z}}}.
Er hat wie der Teilkreisdurchmesser die Einheit Länge, die i. d. R. in Millimetern angegeben wird. Der Modul gibt die Größe der Zähne an, ist aber nicht direkt messbar, da es sich bei ihm um eine relative Größe handelt.
Im Bereich des angloamerikanischen Maßsystems wurde historisch der Kehrwert des Moduls angegeben, in der Einheit 1/inch, und als „Diametral Pitch“ bezeichnet,
{\displaystyle P_{\text{d}}={\frac {z}{d}},\,} Umrechnung: {\displaystyle m={\frac {25{,}4{\text{ mm/inch}}}{P_{\text{d}}}}}.
Den Kehrwert zu verwenden entspricht der Angabe der Gewindesteigung als Zahl der Windungen pro inch Schraubenlänge. Der „Diametral Pitch“ wird zu Gunsten des Moduls in Ländern mit angloamerikanischem Maßsystem nicht mehr ausschließlich gebraucht. Ein Zwischenschritt ist der „English Module“, ein Modul in inch statt in mm.

## Normierung
| DIN 780, Reihe I | DIN 780, Reihe I                            |  | DIN 780, Reihe II | DIN 780, Reihe II                           |
| Modul m in mm    | Zahnteilung p in mm, gerundet auf 3. Stelle |  | Modul m in mm     | Zahnteilung p in mm, gerundet auf 3. Stelle |
| 0,050            | 0,157                                       |  | 0,055             | 0,173                                       |
| 0,060            | 0,188                                       |  | 0,070             | 0,220                                       |
| 0,080            | 0,251                                       |  | 0,090             | 0,283                                       |
| 0,100            | 0,314                                       |  | 0,110             | 0,346                                       |
| 0,120            | 0,377                                       |  | 0,140             | 0,440                                       |
| 0,160            | 0,503                                       |  | 0,180             | 0,565                                       |
| 0,200            | 0,628                                       |  | 0,220             | 0,691                                       |
| 0,250            | 0,785                                       |  | 0,280             | 0,880                                       |
| 0,300            | 0,942                                       |  | 0,350             | 1,100                                       |
| 0,400            | 1,257                                       |  | 0,450             | 1,414                                       |
| 0,500            | 1,571                                       |  | 0,550             | 1,728                                       |
| 0,600            | 1,885                                       |  | 0,650             | 2,042                                       |
| 0,700            | 2,199                                       |  | 0,750             | 2,356                                       |
| 0,800            | 2,513                                       |  | 0,850             | 2,670                                       |
| 0,900            | 2,827                                       |  | 0,950             | 2,985                                       |
| 1,000            | 3,142                                       |  | 1,125             | 3,534                                       |
| 1,250            | 3,927                                       |  | 1,375             | 4,320                                       |
| 1,500            | 4,712                                       |  | 1,750             | 5,498                                       |
| 2,000            | 6,283                                       |  | 2,250             | 7,069                                       |
| 2,500            | 7,854                                       |  | 2,750             | 8,639                                       |
| 3,000            | 9,425                                       |  | 3,500             | 10,996                                      |
| 4,000            | 12,566                                      |  | 4,500             | 14,137                                      |
| 5,000            | 15,708                                      |  | 5,500             | 17,279                                      |
| 6,000            | 18,850                                      |  | 7,000             | 21,991                                      |
| 8,000            | 25,133                                      |  | 9,000             | 28,274                                      |
| 10,000           | 31,416                                      |  | 11,000            | 34,558                                      |
| 12,000           | 37,699                                      |  | 14,000            | 43,982                                      |
| 16,000           | 50,265                                      |  | 18,000            | 56,549                                      |
| 20,000           | 62,832                                      |  | 22,000            | 69,115                                      |
| 25,000           | 78,540                                      |  | 28,000            | 87,965                                      |
| 32,000           | 100,531                                     |  | 36,000            | 113,097                                     |
| 40,000           | 125,664                                     |  | 45,000            | 141,372                                     |
| 50,000           | 157,080                                     |  | 55,000            | 172,788                                     |

Um die Auswahl zueinander passender Zahnräder zu vereinfachen und um standardisierte Werkzeuge verwenden zu können, sind in der DIN 780 zwei Vorzugsreihen definiert.
Dabei ist nach Angaben der Norm die Reihe I der Reihe II vorzuziehen. Die Norm selbst liefert dabei direkt keine Werte für die real messbare Größe der Zahnteilung. Siehe hierzu auch die nebenstehenden Tabellen.
Die Maßzahlen der normierten Module sind für die primär verwendete Einheit in der Norm rational. Die Zahnteilung (auch Umfangsteilung oder kurz Teilung) {\displaystyle p} ist dagegen irrational, da hier die irrationale Kreiszahl {\displaystyle \pi } über das Verhältnis zwischen Umfang und Durchmesser am Kreis mit einfließt. Die Teilung {\displaystyle p} ist dabei definiert als die Bogenlänge auf dem Teilkreis zwischen zwei gleichen Punkten von zwei benachbarten Zähnen. Diese Referenzpunkte liegen dabei auf dem Teilkreisdurchmesser. Für Zahnstangen und andere Formen findet sich der Wert entsprechend in der Geometrie während der Faktor zum Modul derselbe bleibt. Die Teilung ergibt sich mathematisch wie folgt:
{\displaystyle p={\frac {U}{z}}={\frac {\pi d}{z}}=m\pi }.
Bei einer Dimensionierung ergibt sich über den Wert des gewählten Modul zugleich auch die Zahnform für alle interagierenden Zahnräder, Zahnstangen und dergleichen. Für Zahnräder ergeben sich weiterhin über die zusätzlich jeweils gewählte, ganzzahlige Anzahl der Zähne deren konkrete Durchmesser (d, dk, df etc.). Die Angabe der Bestimmungsgrößen für die Zahnform, wie zum Beispiel Kopf- und Fußhöhe, Fußrundungsradius oder Kopfkantenbruch, werden relativ zum Modul angegeben. Dadurch genügt eine einzige, normative Definition für alle Moduln-Werte. Für die Nutzung als reale Größe am verzahnten Objekt sind sie entsprechend dem Modulwert zu skalieren. In der Anwendung empfiehlt es sich stets im Sinne einer optimalen Funktion nur Zahnräder des gleichen Moduls zu kombinieren.

## Arten des Moduls

### Normalmodulmn
Modul im Normalschnitt, einer zu den Flankenlinien senkrechten Fläche der Verzahnung. Die Normalschnittfläche ist räumlich gekrümmt.

### Stirnmodulmt
Modul in einem Stirnschnitt, einer zur Stirnfläche des Rads bzw. zur Radachse senkrechten Fläche. Bei geradverzahnten Stirnrädern ist der Stirnschnitt gleich dem Normalschnitt. Allgemein ist die obige Definition auf diesen Schnitt bezogen. Bei schrägverzahnten Stirnrädern mit Schrägungswinkel {\displaystyle \beta } ergibt sich der Stirnmodul zu
{\displaystyle m_{\text{t}}={\frac {m_{\text{n}}}{\cos \beta }}={\frac {p}{\pi }}={\frac {d}{z}}},
wobei für geradverzahnte Zahnräder {\displaystyle \beta =0} und somit {\displaystyle m_{\text{t}}=m_{\text{n}}} gilt.

### Axialmodulmx
Modul in einem Axialschnitt, einer die Radachse enthaltenden Ebene:
{\displaystyle m_{\text{x}}={\frac {m_{\text{n}}}{\sin \left|\beta \right|}}={\frac {m_{\text{t}}}{\tan \left|\beta \right|}}}
Bei geradverzahnten Stirnrädern mit {\displaystyle \beta =0} gilt {\displaystyle m_{\text{n}}=m_{\text{t}}}. Die Verwendung des Axialmoduls ist hier nicht sinnvoll.